# 重要成功要因
重要成功要因（英: Critical success factor (CSF)）とは、業務評価のサイクルにおいて、計画策定時に設定する、その企業や部署が目標達成のために重要と考えられる要素である。

## 参考資料
- 重要成功要因　ＣＳＦ：Critical Success Factor